# Satin Noir
Satin Noir ist eine im Jahr 1991 vom Schweizer Rebenzüchter Valentin Blattner neu-gezüchtete, pilzwiderstandsfähige Rotweinsorte. Ursprüngliche bekannt wurde die Sorte unter dem Namen VB 91-26-29, die heute als Synonym gilt. Sie ist eine Kreuzung zwischen Cabernet Sauvignon und Resistenzpartnern. Die Selektion erfolgte in der Rebschule Freytag in der Gemeinde Neustadt/Lachen-Speyerdorf in der Pfalz (Deutschland). Nach mehreren Jahren der Versuchsauswertung wurde die Rebsorte von Volker Freytag im Jahre 2002 zum Sortenschutz und 2010 zu Klassifizierung angemeldet.
Satin Noir zeigt seine genetische Verwandtschaft zum Cabernet Sauvignon deutlich mit der lockerbeerigen Traubenstruktur. Unter einer dicken Haut, die gute Widerstandsfähigkeit gegen Botrytis (Grauschimmelfäule) aufweist, befindet sich konzentriert aromatisches und farbstarkes Fruchtfleisch. Gewöhnlich reifen die Weine 10 Tage vor dem Elternteil Cabernet Sauvignon. Auch später nach dem Ausbau sind die Weine von tiefroter Farbe und von einer harmonischen Reife. Mit Aromen von reifen, schwarzen Brombeeren und Johannisbeeren, schwarzem Pfeffer und dunkler Schokolade mit Anklängen von Zigarre, Leder und Zedernholz steht der fertige Wein nahe bei einem sehr reifen Cabernet Franc.

## Ampelographische Sortenmerkmale
In der Ampelographie wird der Habitus folgendermaßen beschrieben:
- Der Wuchs ist sehr aufrecht und eher schwach, was nur zu einem kleinen Aufwand bei den Laubarbeiten führt. Die lockere Laubwand gewährleistet besonders in feuchten Regionen eine gute Belüftung der Traubenzone ohne zusätzliches Entblättern. Der Reifezeitpunkt ist etwa 10 bis 14 Tage vor Cabernet Sauvignon Anfang bis Mitte Oktober. Der Erntezeitraum kann aufgrund der Botrytisfestigkeit ausgedehnt werden.
- Die Rebsorte zeichnet sich durch eine sehr gute Resistenz gegen Oidium (Echter Mehltau), Botrytis und eine gute Resistenz gegen Peronospora (Falscher Mehltau) aus. Da ein relativ später Austrieb vorherrscht, besteht wenig Gefahr bei Spätfrösten. Gegen Winterfröste ist die Rebe ebenfalls relativ unempfindlich.